# 제이슨 버나드

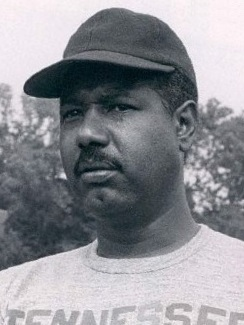

제이슨 버나드(Jason Bernard, 1938년 5월 17일 ~ 1996년 10월 16일)는 미국의 텔레비전 배우, 영화배우, 성우이다.
시카고에서 태어났으며 버뱅크에서 사망하였다. 사인은 심근 경색이다.

## 영화
- 라이어 라이어 (1997년) - 마샬 스티븐스 판사 역
- 당신이 잠든 사이에 (1995년) - 제리 역
- 초인 플래시 - 시리즈 (1990년)
- 원죄 (1989년)
- 살인 함정 (1988년)
- 노 웨이 아웃 (1987년) - 도노반 역
- 와이즈가이 (1987년)
- 두 영혼의 남자 (1984년)
- 브이 - 최후의 전투 (1984년) - 켈렙 테일러 역
- 위험한 게임 (1983년)
- 이중 함정 (1983년)
- 블루 썬더 (1983년)
- 브이 - 5부작 미니시리즈 (1983년) - 캘렙 테일러 역
- 사랑 만들기(영어판) (1982년)
- 낫츠 랜딩 (1979년)
- 소중한 승리 (1977년)
- 토마신 & 부시로드 (1974년) - 셀던 역
- 우리 생애 나날들 (1965년)